# Яковлевка (Грачовський район)
Я́ковлевка (рос. Яковлевка) — село у складі Грачовського району Оренбурзької області, Росія.

## Населення
Населення — 72 особи (2010; 131 у 2002).
Національний склад (станом на 2002 рік):
- росіяни — 89 %